# Helius nawaianus
Helius nawaianus là một loài ruồi trong họ Limoniidae. Chúng phân bố ở miền Cổ bắc.